# Ajnur
Ajnurji (valinorsko Ayanûz, ednina Ainu) veljajo za najstarejšo raso v Tolkienovi mitologiji, saj so bili ustvarjeni še pred nastankom sveta (Eë).
Začetek Ainulindalëa pravi: «Bil je Eru, Edini, ki mu na Ardi pravijo Ilüvatar. V začetku je ustvaril Ajnurje, Svete, sadove svojih misli, in bili so pri njem, še preden je bilo ustvarjeno karkoli drugega.«
Nato so Ajnurji pred Iluvatarjem prepevali, on pa jih je poslušal, in z njihovim petjem je nastala Arda. Najpogumnejši med njimi so se spustili nanjo (in se od takrat naprej imenovali valarji) in jo oblikovali po svoji volji ter jo s tem pripravili za prihod Prvorojenih (vilinci) in Drugorojenih (ljudje). Nazadnje so si na skrajnem zahodu oblikovali svoje kraljestvo, imenovano tudi Blaženo kraljestvo, Aman.

## Valarski kralji
- Manwë Súlimo, Glavni izmed valarjev, Vladar vetrov
- Ulmo, Vladar morja
- Aulë, Kovač
- Oromë Aldaron, Veliki jezdec
- Námo (Mandos), Sodnik mrtvih
- Irmo (Lórien), Gospodar sanj in želja
- Tulkas Astaldo, Mogotec valinorski

## Valarske kraljce
- Varda Elentári, Kraljica zvezd, žena Manwëja
- Yavanna Kementári (Palùrien), Stvarnica sadov, Aulëjeva žena
- Nienna, Gospa milosti
- Estë Nežna
- Vairë Tkalka
- Vána Večno mlada
- Nessa Plesalka

Melkor, kasneje imenovan tudi Morgoth, se ne šteje več k valarjem, čeprav je tudi on z ostalimi štirinajstimi kot najmogočnejši izmed njih prispel na Ardo, a se je kmalu zatem poslužil zlih nakan, saj je v svoji sebičnosti želel celo Ardo ustvariti po svojem okusu in ji nato vladati. Ker so mu ostali valar nasprotovali, je to vodilo v nekatere bitke, zaradi katerih je bila Arda preoblikovana in deloma razdejana.
Poleg valar pa so prišli na Ardo tudi majarji, po statusu in moči nižji kot prvi. Nekatere med njimi je Melkor spreobrnil in zvabil na svojo stran in si tako zagotovil boljše možnosti za zmago nad preostalimi valarji (ti so med drugimi bili Sauron in Balrogi), vsaj dokler ni na Ardo prispel še zadnji izmed valarjev in fizično najmočnejši, Tulkas. Njega se je Melkor bal in je pred njim venomer bežal.